# 縦走
縦走（じゅうそう）とは登山の方法のひとつであり、一般的には山頂に立ったあと下山せずそのまま次の山へ向かうことを指す。ルートによっては山頂を重視せず稜線を歩いて行くことも縦走と呼ぶ（トラバース）。下山しないとはいえ数百メートル下り、そこから登り返すことも多いためひとつの山頂を目指すピークハントと比べてより体力、知識、経験が必要となる。
日本アルプスでは登山道が整備されているため比較的縦走がしやすいが一つ目の山頂までに時間がかかることからトレイルランニングを除き一日で縦走を行うことは困難である。ヒマラヤほどの高山ではピークに辿り着くこと自体が困難であり縦走はほとんど行われず、行われた場合ラインホルト・メスナーによるガッシャーブルム峰の縦走など登山史に残る偉業となる。
市街地に近い比較的低い山地においても実施されることがあり、神戸市が主催して年に1回おこなわれる「KOBE六甲全山縦走大会」（全長56km）には2000人が参加している。

## 日本の有名な縦走路
- 表銀座 - 中房温泉から槍ヶ岳へ至る縦走路。
- 裏銀座 - 高瀬ダムから槍ヶ岳へ至る縦走路。
- 大キレット - 北穂高岳と南岳の間にある縦走路。
- 西穂高岳からジャンダルムを経て奥穂高岳へ至る縦走路。特定の名称は持たないが、ザイルが必須ではない一般登山道としては非常に難しく危険であることで有名である。